# カルロ・テッサリーニ

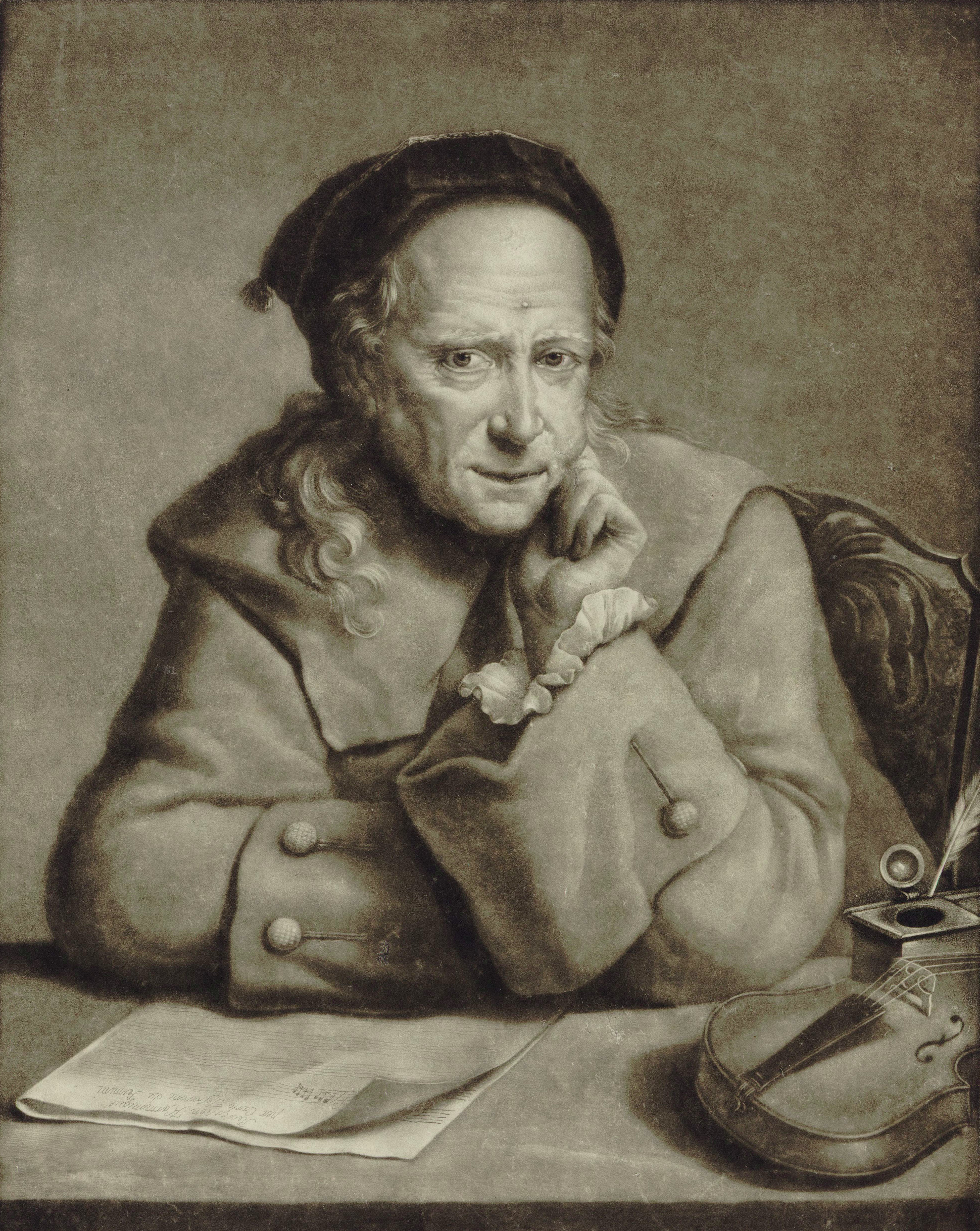
カルロ・テッサリーニ

カルロ・テッサリーニ（Carlo Tessarini, 1690年 - 1766年12月15日）は、イタリアの作曲家、ヴァイオリニスト。

## 生涯
リミニ出身。青年時代にヴェネツィアでアントニオ・ヴィヴァルディに師事した可能性が指摘されている。1731年までサン・マルコ寺院のヴァイオリニストを務めたり、サンタ・マリア・デイ・ デレリッティ教会の楽長を務めるなどヴェネツィアで活動した。その後1731年から1743年にかけてウルビーノ大聖堂の「カペラ・ムジカーレ」のメンバーを務めた。また1730年から1737年までブルノのヴォルフガング・ハンニバル・フォン・シュラッテンバッハ枢機卿の宮廷楽団で宮廷楽長を務めている。1740年にはローマのヴァッレ劇場のヴァイオリニストとなったが、教皇クレメンス12世の死で公演が中止されたため、ナポリに移った。ヴァイオリニストとして名声を博し、1747年からパリ、ブリュッセル、ナイメーヘン、フローニンゲン、フランクフルト・アム・マインなど各地で演奏旅行を行い、1766年にアムステルダムで死去した。

## 作品
- 12のヴァイオリンと通奏低音のためのソナタ Op.1（1729）
- 6つのヴァイオリンと通奏低音のためのシンフォニア Op.7（1744）
- 6つのヴァイオリンと通奏低音のためのソナタ Op.8（1747）

## 文献
- Arend Koole and Albert Dunning, Tessarini, Carlo, in New Grove Dictionary of Music and Musicians, 2nd ed., 2001,, Sadie